# Bilingual Today, French Tomorrow
Bilingual Today, French Tomorrow: Trudeau's Master Plan and How it Can be Stopped (en català: Bilingüe avui, francès demà: El pla mestre de Trudeau i com es pot detenir) va ser un llibre polèmic, editat el 1977 per Jock V. Andrew, oficial naval canadenc retirat, que al·legava que la política oficial de bilingüisme del primer ministre Pierre Trudeau era un complot per transformar el Canadà en un país monolingüe al qual només s'hi parlaria francès, instituint una discriminació lingüística contra els canadencs anglòfons.
El llibre va inspirar la formació del grup Aliança per a la Conservació de l'Anglès al Canadà.